# Puerto de Oskarshamn
El Puerto de Oskarshamn (en sueco: Oskarshamns hamn ) es el principal puerto marítimo a lo largo de la costa de Småland en Suecia. El puerto maneja la mayoría de los diversos tipos de bienes; contenedores, carga seca y carga mojada. Las instalaciones incluyen: Un muelle de una longitud total de 2,7 km, una profundidad máxima de 11 m, grúas, almacenes, y espacios para el almacenamiento de productos químicos y petróleo. Oskarshamnsvarvet Sweden AB es un astillero que opera en la zona sur del puerto. El astillero se estableció por primera vez en 1863 y ha puesto en marcha cerca de 500 barcos en total.